# Pallavolo Volta
Pallavolo Volta – żeński klub piłki siatkowej z Włoch. Został założony w 1974 z siedzibą w mieście Volta Mantovana. 